# Santana (Guarapuava)
Santana é um bairro da cidade de Guarapuava, no estado brasileiro do Paraná. Localizado na área urbana da cidade, conta com uma população aproximada de 10 mil habitantes segundo o censo de 2010.

## História
O bairro Santana teve sua origem como loteamento São Francisco, nome dado pelos mais antigos moradores Paulo Kasnocha e Rosamira Kasnocha. A maior parte das terras era de suas propriedades.
A partir de 1949 começaram a chegar os primeiros moradores ao novo lugar. A região era constituída de campos e matas, ruas estreitas, barrentas e picadas pelas quais os poucos moradores transitavam. Os loteamentos eram da Prefeitura de Guarapuava, de Paulo Kasnocha, Frederico Virmond e do Exército Brasileiro.
Existiam ali algumas chácaras, distantes uma das outras e poucos moradores mais concentrados na Rua Pedro Siqueira. A primeira escola do bairro foi fundada no ano de 1946, sob a denominação de Escola Isolada do Triângulo Municipal, e em 1968 a foi inaugurada a primeira Igreja.
Em 1971 funcionava um Clube de Mães com trabalho de corte e costura, bordados, crochê e tricô. Como as mães não tinham com quem deixar seus filhos criou-se uma classe pré-escolar para se trabalhar com os filhos das mulheres do Clube de Mães. A pré-escola foi denominada de Jardim Princesinha e funcionava nas salas de catequese pertencentes à paróquia.
O pároco local, padre Henrique, pleiteou a construção de um Posto de Saúde junto à prefeitura de Guarapuava. Com ajuda da prefeitura e através da Campanha da Fraternidade promovida naquele ano pela Alemanha e Holanda, o posto de saúde pôde ser inaugurado. Suas atividades iniciaram no ano de 1975, contando com dois médicos e uma enfermeira.
Posteriormente foram construídos no bairro a Estação de Tratamento de Água da Sanepar, Seminário Diocesano, Ginásio de Esportes, o Parque de Exposições Lacerda Werneck e o Fórum de Guarapuava.

## Religião
Catolicismo

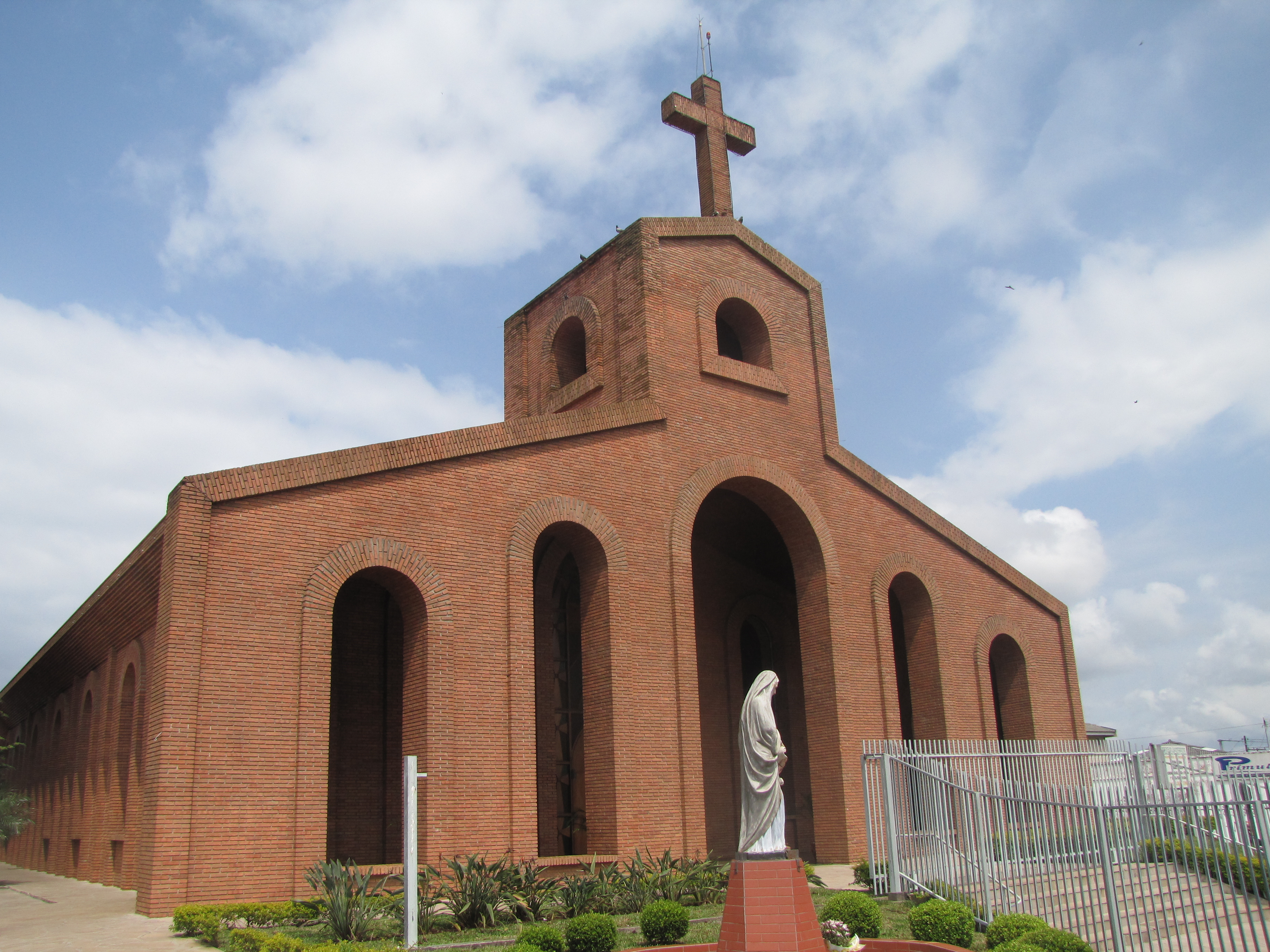
Igreja de Santana, em Santana, em Guarapuava

A Paróquia Sant’Ana foi criada em 13 de março de 1968, em cerimônia presidida pelo 1º Bispo Diocesano Dom Dom Frederico Helmel, SVD. Após lido o Decreto de criação, tomou posse com primeiro Pároco, o Pe. Henrique Daniels. Foi a primeira criada pelo bispo diocesano.
Presbiterianismo Por iniciativa do Rev. Alcides Matos foi fundada no dia 02 de março de 1969 a Igreja Presbiteriana Betel..

## Geografia
Situado na cidade de Guarapuava possui uma área de 2,44 m² e 9.382 habitantes.

### Hidrografia
O bairro Santana está inserido  na bacia hidrográfica do Rio Cascavelzinho, seus principais cursos de água são o Arroio Salgado, Riacho Olho de Água e Córrego Charqueado.
Esta localizada no bairro a Estação de Tratamento de Água que capta água do Rio das Pedras, faz o tratamento e abastece a cidade de Guarapuava.

### Vilas
O bairro Santana é formado por 11 vilas.

## Educação
Atualmente o bairro conta com 1 escola municipal, 2 Centros Municipais de Educação Infantil (CMEI), 2 escolas estaduais e uma escola privada.

### Escola Isolada do Triângulo Municipal
No ano de 1946 Francisco Brezezinski, pai de Ana Vanda Bassara, construiu a primeira escola da Vila, em um terreno cedido pela Prefeitura, nas proximidades da chácara Sant’Ana de propriedade de Kasnocha e de João Pires. Foi denominada como  Escola Isolada do Triângulo Municipal. Em 21 de julho de 1967, a Casa Escola foi elevada à categoria de Grupo Escolar, alterando-se sua denominação para Grupo Escolar “Rui Barbosa”.

## Política
Integrante da 44° Zona Eleitoral atualmente conta com 6.570 eleitores aptos ,divididos em 21 seções eleitorais em três locais de votação.

### Órgãos
- Conselho Local de Saude[16]
- Conselho Municipal dos Diretos da Criança e do Adolescente (Comdica) Polo II.[17]